# Schyrowizy
Schyrowizy (belarussisch Жыровіцы, russisch Жировичи, deutsch Schirowitz, transliteriert Žyrovicy) ist eine Landstadt (аграгарадок) im Rajon Slonim in der Woblasz Hrodna in Belarus. 2005 lebten hier 2570 Einwohner.
Schyrowizy liegt etwa 10 Kilometer von Slonim entfernt.

## Geschichte
Einer Legende nach soll 1470 in einem Wald bei Schyrowizy die Ikone der Heiligsten Mutter Gottes von Žyrovici in Rom aufgefunden worden sein.
Von 1493/95 ist die älteste Erwähnung des Ortes im Großfürstentum Litauen erhalten. 1652 erhielt er Stadtrecht nach Magdeburger Recht. 
Seit 1795 gehörte Schyrowizy zum Russischen Reich, seit 1921 zu Polen. 1939 wurde es in die Belorussische SSR eingegliedert, 1941 von Deutschland okkupiert.
Im August 1942 wurden bei Schirowitz etwa 1200 bis 1400 Juden erschossen.

## Sehenswürdigkeiten
- Mariä-Entschlafens-Kloster, eines der bedeutendsten russisch-orthodoxen Klöster in Belarus